# Kálti Márk

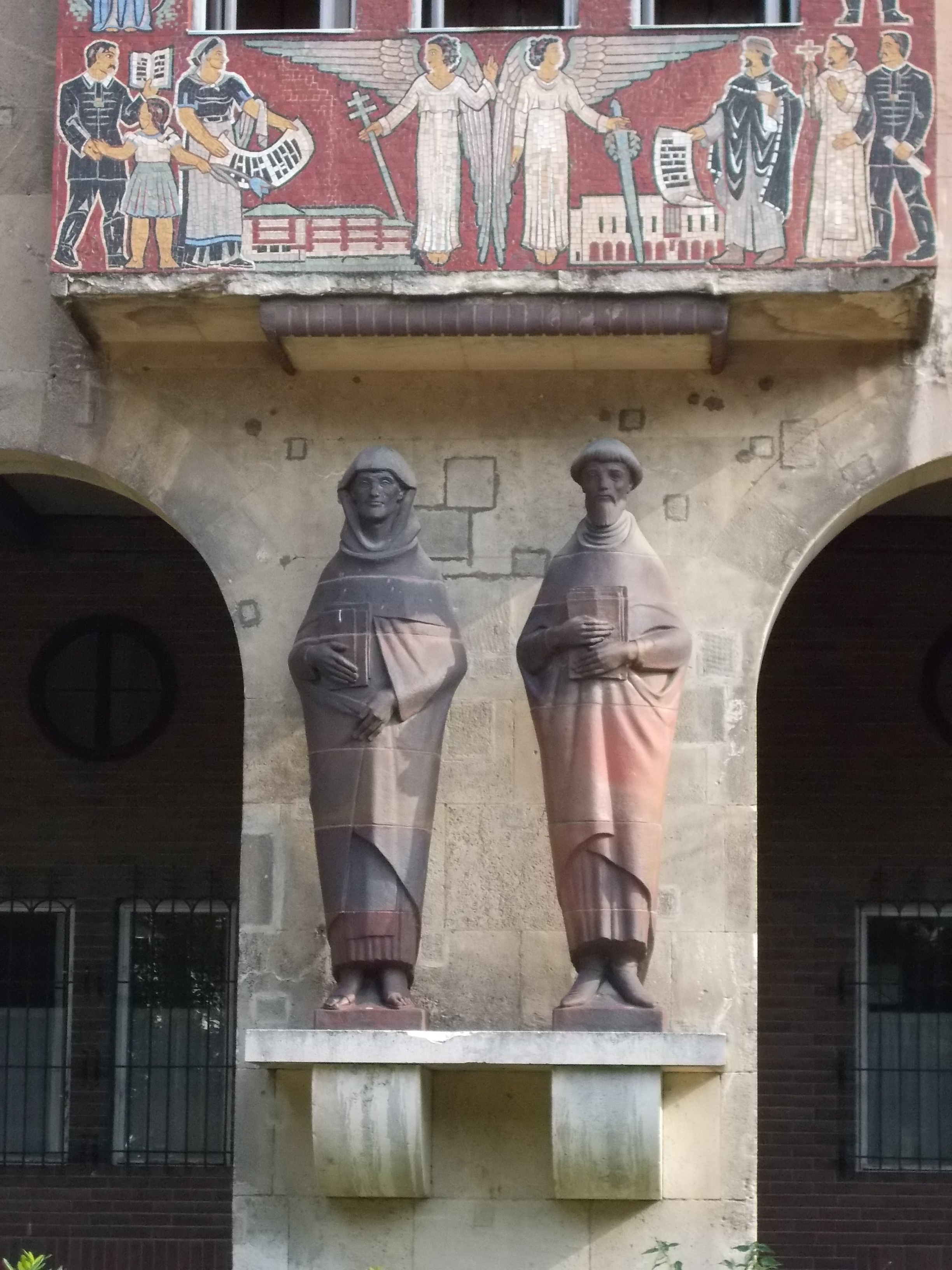
Kálti Márk (jobbra) és Kézai Simon szobra, Csók István Képtár, Székesfehérvár (Metky Ödön, 1967)

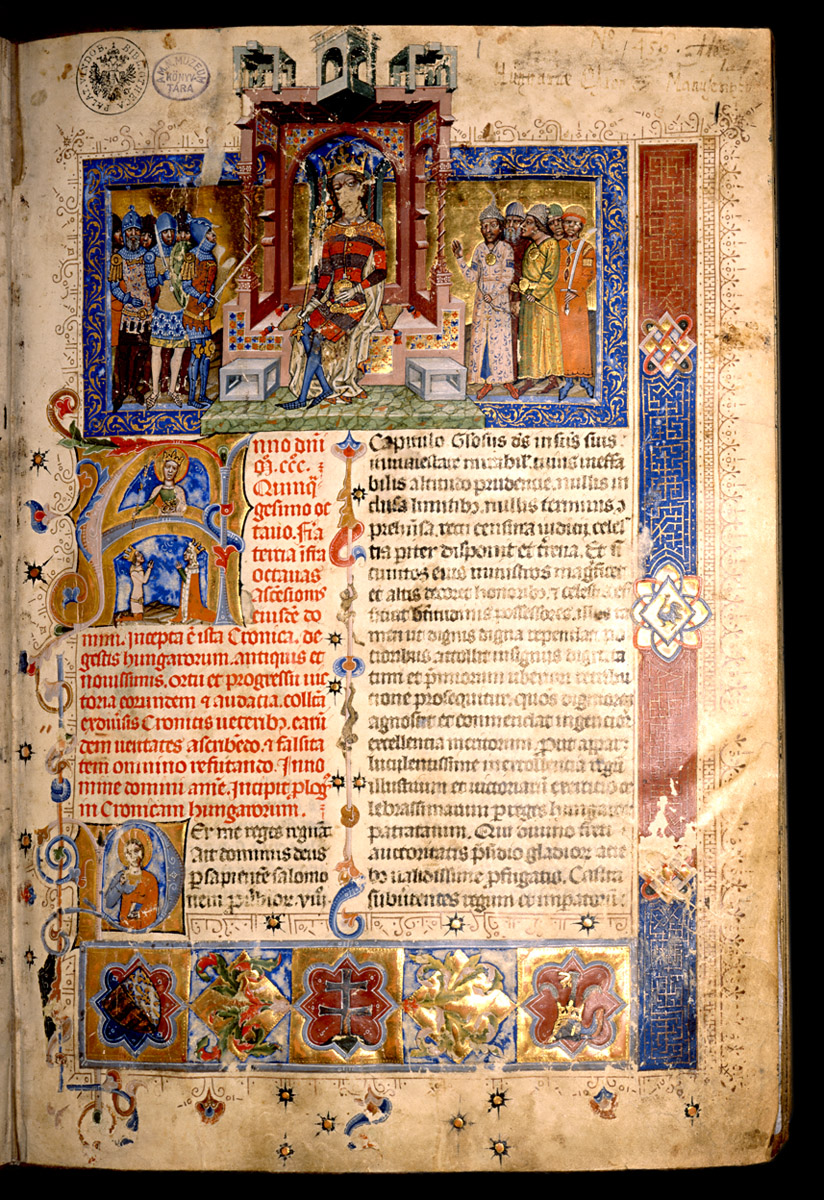

Kálti Márk (14. század) magyar pap, krónikás, a székesfehérvári Nagyboldogasszony-bazilika őrkanonoka, a Képes krónika feltételezett szerzője. 
Híres krónikáját, mely a magyar középkor egyik legkiemelkedőbb forrása, 1337-38 körül szerkesztette össze és az eredetiről (Chronica de Gestis Hungarorum) másfél évtized múlva másolták a bécsi Képes krónikát (latinul: Chronicon Pictum). Nem tudta befejezni művét, valószínűleg hirtelen meghalt, ugyanis a személye többé nem fordul elő a középkori oklevelekben.

## Élete
Veszprém vármegyei birtokos kisnemesi család sarja volt. Ferences rendi szerzetes. 1336-1337-ben udvari pap, királynéi káplán, 1342-1352 között a Buda külvárosi Szent Péter-templom plébánosa, 1352-ben a királyi kápolna őre, fehérvári és veszprémi kanonok, 1353-1354-ben kői prépost, 1358-ban fehérvári őrkanonok volt. A 14. század közepéig a királyi udvarban dolgozott, kutatta és lejegyezte a történeti feljegyzéseket. Ebből szerkesztette meg krónikáját 1370 körül. A hunok történetétől a honfoglalás befejezéséig, ill. 1330-ig. E krónika másolata az a díszes, festett képekkel ékesített kódex, amelyet 1933-ig Bécsben őriztek az udvari könyvtárban, és így "bécsi Képes krónika" címmel vált ismertté. A krónika apró képein az illusztrátor miniátor többnyire az általános európai viseletben ábrázolja a magyarokat, a miniatúrákon a 14. századi mindennapoknak, az öltözködési szokásait, tárgyait, fegyvereit láthatjuk. A miniatúrák a korabeli európai képzőművészet élvonalába emelik a művet.

## Művei
- Képes krónika

## Kiadásai
- A Bécsi Képes Krónika. Szemelvények; ford., bev. Madzsar Imre; Lampel, Bp., 1900 (Magyar könyvtár)
- Kálti Márk Képes Krónikája. Szemelvények és képek; összeáll., ford. Kardos Tibor; Officina, Bp., 1938 (Officina képeskönyvek)
- Képes krónika. Kálti Márk krónikája a magyarok tetteiről; ford., jegyz. Geréb László, bev. Kardos Tibor, művészettörténeti tan., képvál. Berkovits Ilona; Magyar Helikon, Bp., 1959 (Monumenta Hungarica)
- Die Ungarische Bilderchronik / Cronica de gestis Hungarorum; bev. Kardos Tibor, jegyz. Mezey László, tan., képvál. Berkovits Ilona; Corvina–Rütten und Loening, Bp.–Berlin, 1961
- Képes Krónika / Chronicum Pictum, 1-2.; Magyar Helikon, Bp., 1964 (hasonmás kiad.)
- Bilderchronik. Wiener Bilderchronik / Chronicon Pictum. Chronica de gestis Hungarorum, 1-2.; Corvina, Bp., 1968
- The Hungarian Illuminated Chronicle; szerk. Dercsényi Dezső, latinról angolra ford. Alick West, tan., jegyz. ford. Farkas István, Horn Zsuzsanna, Rácz Éva; Corvina, Bp., 1969
- Képes Krónika. A magyarok régi és legújabb tetteiről, eredetükről és növekedésükről, diadalaikról és bátorságukról. 1358; ford. Geréb László; Magyar Helikon–Európa, Bp., 1971
- Marek z Káltu: Viedenská maľovaná kronika, 1358–1370; szlovákra ford. Július Sopko, Lengyel Tünde; Perfekt, Bratislava, 2016